# Muzeum dělnického revolučního hnutí jižních Čech
Muzeum dělnického revolučního hnutí jižních Čech v Českých Budějovicích bylo otevřeno v květnu 1975 a zaniklo v prosinci 1989. Původní název Památník dělnického revolučního hnutí byl v průběhu stavby změněn na Muzeum dělnického revolučního hnutí jižních Čech.

## Stavba
Muzeum dělnického revolučního hnutí jižních Čech (zkratka MDRH) bylo ideově připravováno orgány Komunistické strany Československa (KSČ), Národní fronty a předválečnými členy KSČ na základě rozhodnutí Jihočeského krajského výboru KSČ od ledna 1971. Muzeum bylo koncipováno jako součást souboru staveb, jejíž kompozici tvořily dva protilehlé objekty a to objekt muzea a administrativní budova krajského výboru KSČ. Byl určen přípravný výbor pro výstavbu, určení místa stavby, zabezpečení projektů a zajištění finančních prostředků na stavbu. Výbor pro výstavbu muzea pracoval až do dokončení stavby a otevření muzea veřejnosti v květnu 1975. Na projekt budovy nového muzea byla vypsána celostátní soutěž. Vybrán byl návrh Státního ústavu pro rekonstrukci památkových měst a objektů v Praze, ateliér Miloše Sádka, Jana Řezníčka, Jana Maláta, Jiřího Víta, výtvarná spolupráce Jarmila Malátová. Investorem akce byl Městský národní výbor v Českých Budějovicích. Umístění stavby bylo vybráno v prostoru od křižovatky ulic Lidická a Mánesova k řece Malši, naproti budově Jihočeského krajského národního výboru. Zde stálo jedenáct starších domků. Ty byly demolovány koncem roku 1971 a začátkem roku 1972. První etapa akce, stavba inženýrských sítí, byla zahájena 8. listopadu 1971. Druhá etapa, stavba vlastního objektu muzea, byla zahájena 15. května 1972. Stavbu prováděl národní podnik Pozemní stavby České Budějovice. Výstavba byla z větší části financována z veřejné sbírky, kdy bylo vybráno 27 milionu korun. Občané kraje museli zdarma odpracovat na stavbě stovky hodin.

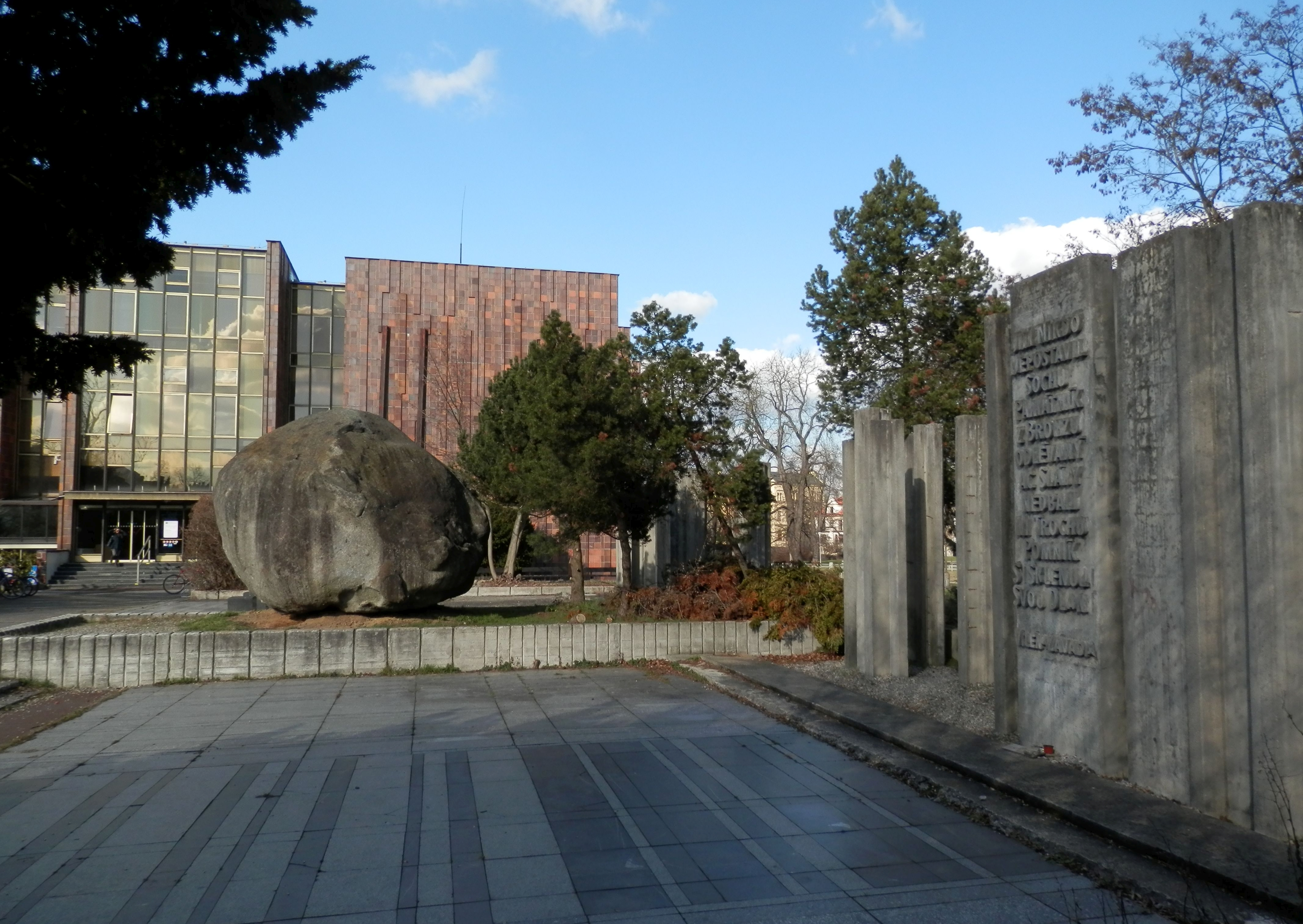
Pietní areál (1975–2019)

Stavba zahrnovala i výstavbu pietního areálu dle návrhu Jarmily Malátové. Areál tvořily betonové pylony s nápisy a kovové schránky, ve kterých byly umístěny prstě z koncentračních táborů, bojišť první i druhé světové války, popravišť odpůrců nacismu. Schránky byly při potopě v roce 2002 vyplaveny a vyhozeny, značně poškozené pylony byly strženy při dostavbě nové budovy knihovny v roce 2020. Sadovou úpravu okolo budovy navrhla Dagmar Hoblová. V parku byly vysázeny rostliny typické pro jihočeskou krajinu. Součástí byl i 114 tun vážící balvan, který byl na místo dopraven z Kozího vrchu v Novohradských horách. Při dostavbě knihovny byl balvan v roce 2019 odsunut dále do parku.

## Ideová náplň muzea

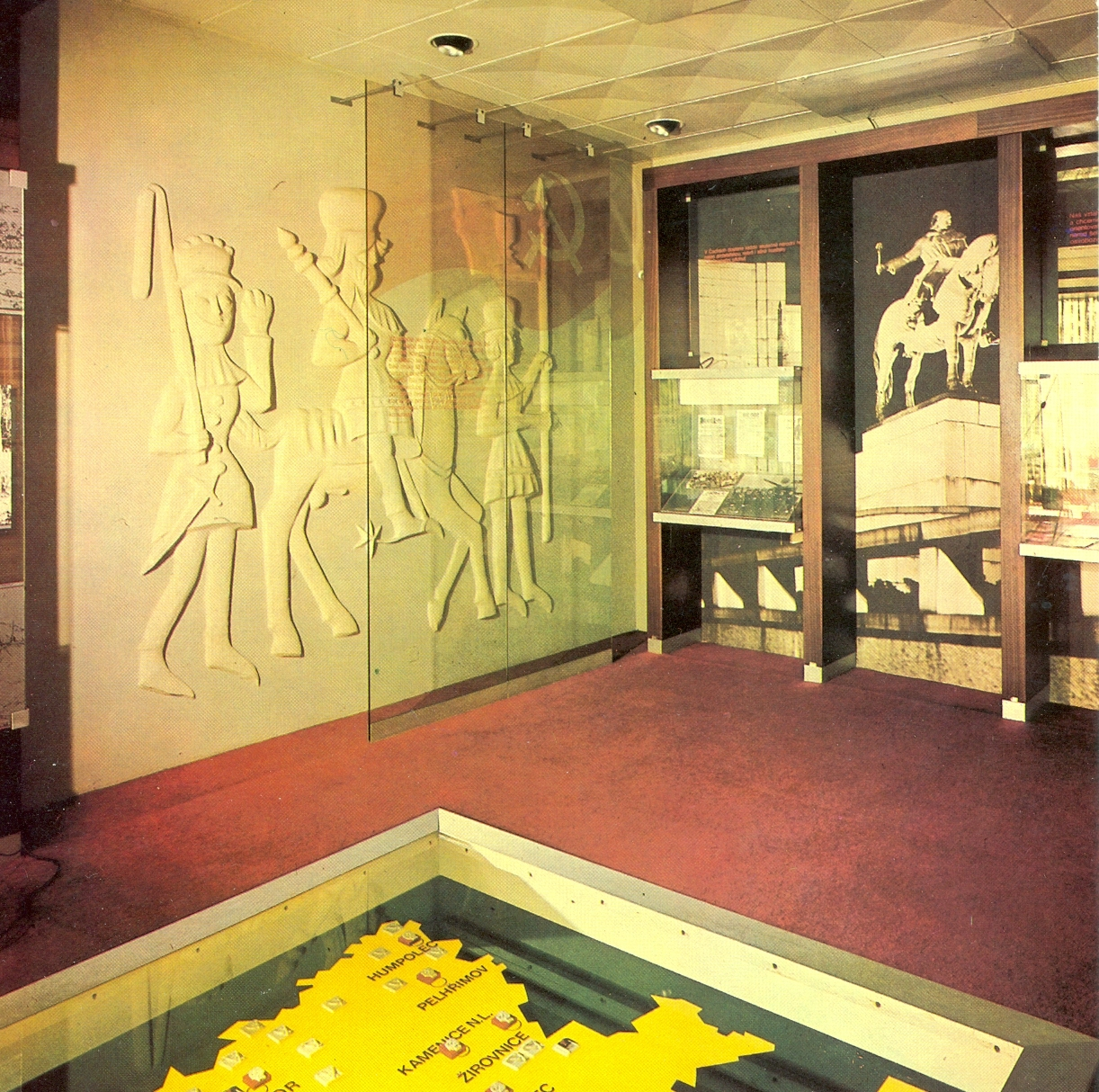
Část expozice věnovaná husitství

Koncepci funkčního řešení a využití nové muzejní budovy pro účely prezentace dělnického hnutí jižních Čech a ideové libreto expozice vypracoval tehdejší ředitel Jihočeského muzea Evžen Schneider. Jeho hlavní myšlenkou bylo vydělení základní expoziční a prostorové jednotky, ke které přiléhaly menší informační prostory. Přednáškový sál byl řešen jako učebna a kino zároveň. V přízemí byly kanceláře a klub zaměstnanců, slavnostní vstupní hala, přednáškový sál a knihovna, depozitář  a studovna s literaturou tematicky zaměřenou na ideologickou náplň muzea.

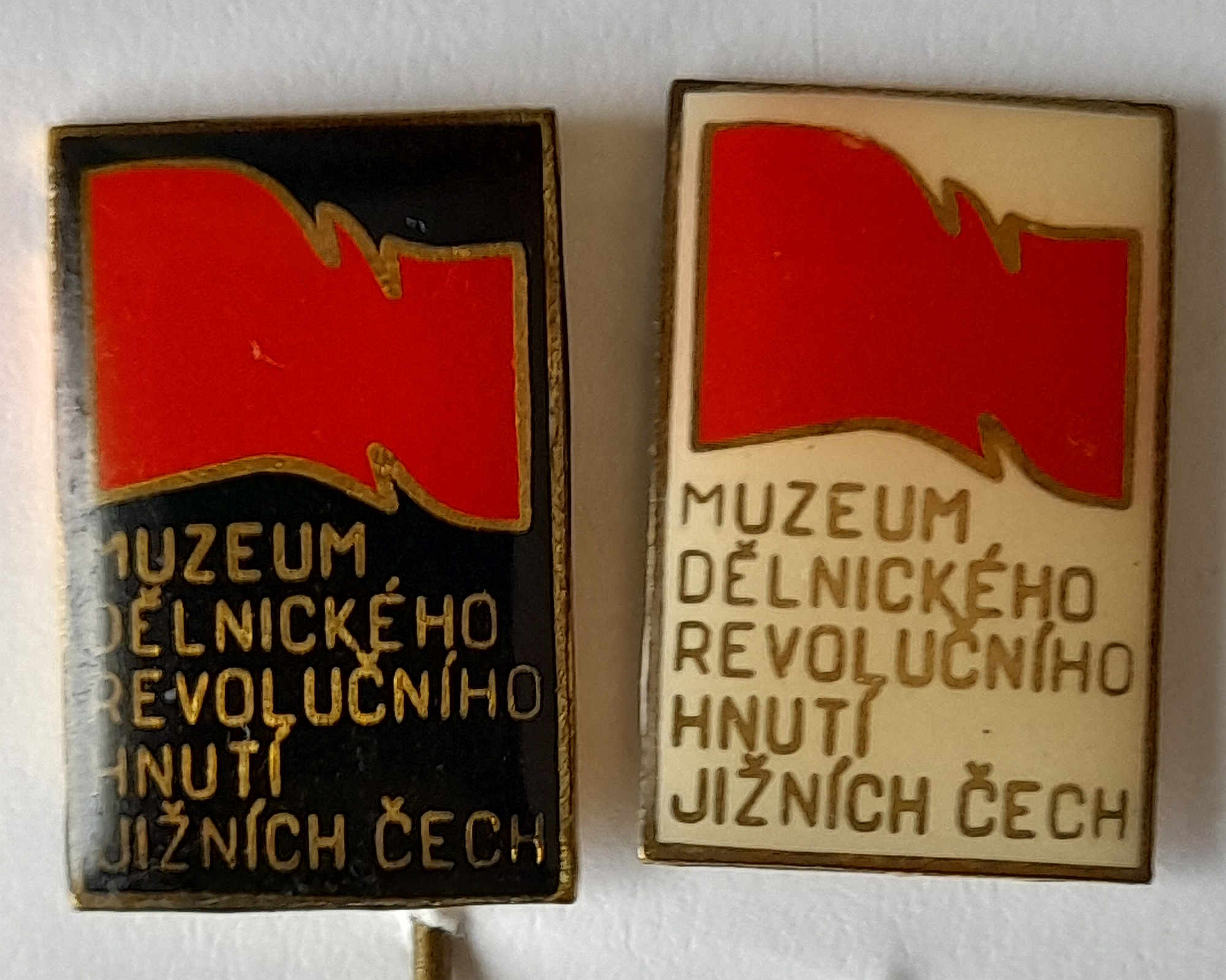
Odznaky

Stálá expozice ve 14 sálech dokumentovala vývoj dělnického hnutí v Jihočeském kraji od jeho počátků až po budování socialismu s důrazem na vedoucí roli KSČ. Základ historické části expozice tvořily převážně exponáty zapůjčené z Jihočeského muzea, Státního oblastního archívu Třeboň a dalších regionálních institucí. Byly to předměty a artefakty vztahující se přímo nebo nepřímo ke vzniku, rozmachu a struktuře jednotlivých etap dělnického hnutí v regionu. Expozice zahrnovala dokumentační materiál (výnosy, tisky, periodika, letáky apod.), fotografie a doplňující trojrozměrný materiál i výtvarná díla. Architektonické řešení expozice zpracoval akademický architekt Bohumil Ullrich, hlavním výtvarníkem byl akademický malíř Karel Pánek. Scénografické řešení a instalaci v sálech prováděl národní podnik Výstavnictví Praha.

## Architektura
Budova patří mezi významné realizace české architektury sedmdesátých let dvacátého století. Odráží vliv západního skulpturalismu a brutalismu. Všechna průčelí budovy jsou ze všech pohledů stejně významná, působivé je střídání velkých prosklených ploch a plných stěn obložených keramickým obkladem. Budova byla ojedinělým příkladem stavby účelově zaměřené na muzeum a je mimořádně intaktně uchovaná. Konstrukci střídá tradiční cihlové zdění a železobeton, nosné zdi jsou z cihel, haly a schodiště železobetonové. Zastropení druhého patra je zajištěno železobetonovým roštem v němž jsou otvory pro horní osvětlení. Stěny jsou vyplněné velkoplošným barevně tónovaným reflexním sklem. Hliníkové rámy stěn jsou tmavé, okna světle zlaté.Reliéfní obklad plných vnějších stěn je z keramických matových tvarovek z brašské kameniny.

### Umělecká díla v interiéru

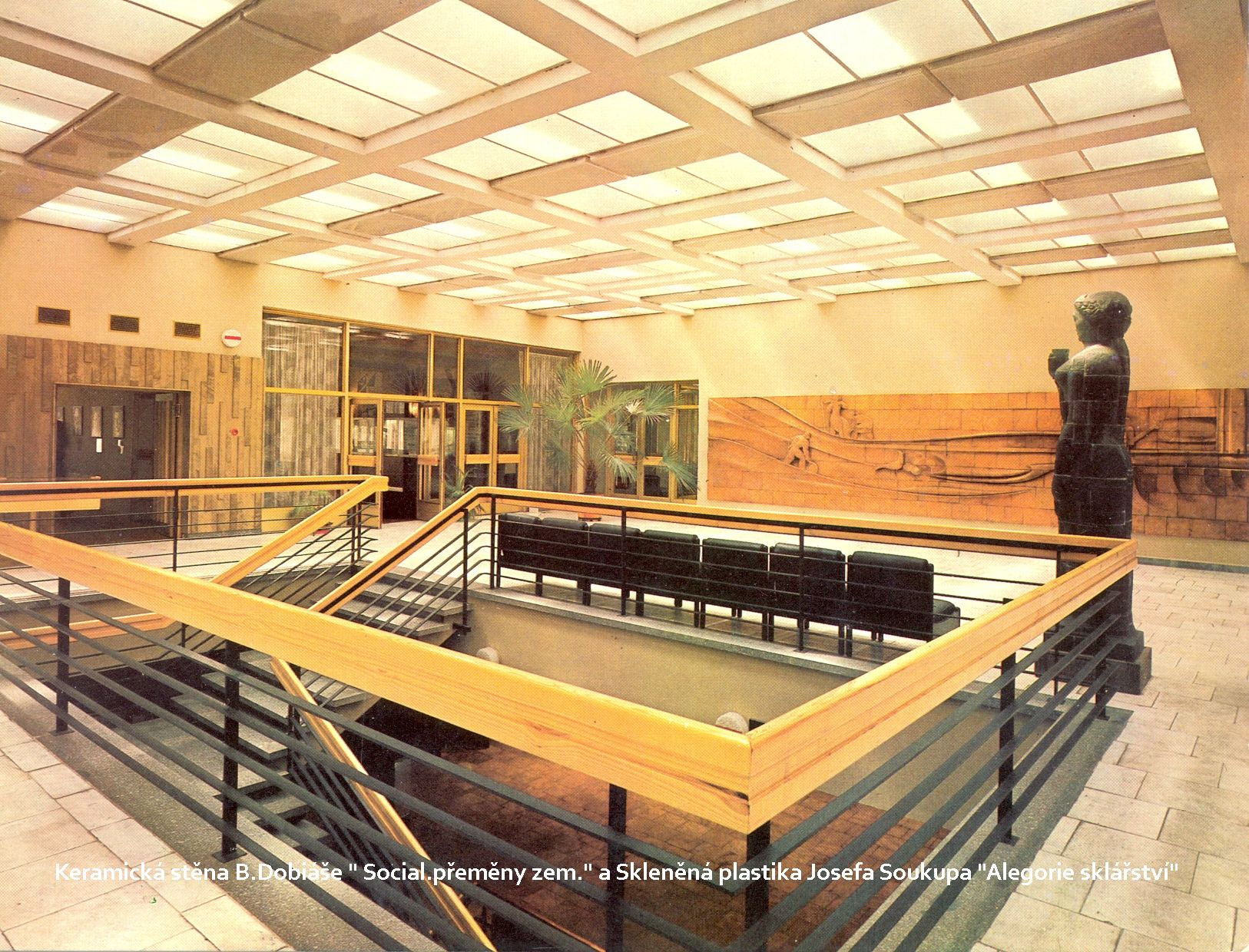
2. patro se sochou Sklářství

Umělecká díla jsou spojena se stavbou a zůstala uchována i po zániku muzea. Výtvarná díla byla vybrána na základě veřejné soutěže v roce 1972. Pouze sousoší „Internacionalismus“ od akademického sochaře Františka Mrázka u hlavního vstupu bylo v roce 1993 odstraněno a hmota darována Střední uměleckoprůmyslové škole svaté Anežky České v Českém Krumlově k dalšímu využití. V hale v přízemí je mozaika „Motivy jihočeské krajiny“ výtvarníků Václava Boukala a Karla Březiny, v prvním patře reliéf sochaře Václava Markupa „Hráz tábora socialismu“ a ve druhém patře reliéf Bohumila Dobiáše „Přeměny jihočeského zemědělství“ a skleněná figurální plastika „Sklářství“ od Josefa Soukupa. Reliéf s motivem Jana Žižky z Trocnova na koni vytvořili sochaři Jaroslav Šajba a Zdeněk Menšík. Další původní umělecká díla, např. tapiserie, obrazy, fresky jsou dosud v pracovnách a studovnách Jihočeské vědecké knihovny, která v budově od roku 1990 sídlí.

## Zrušení muzea

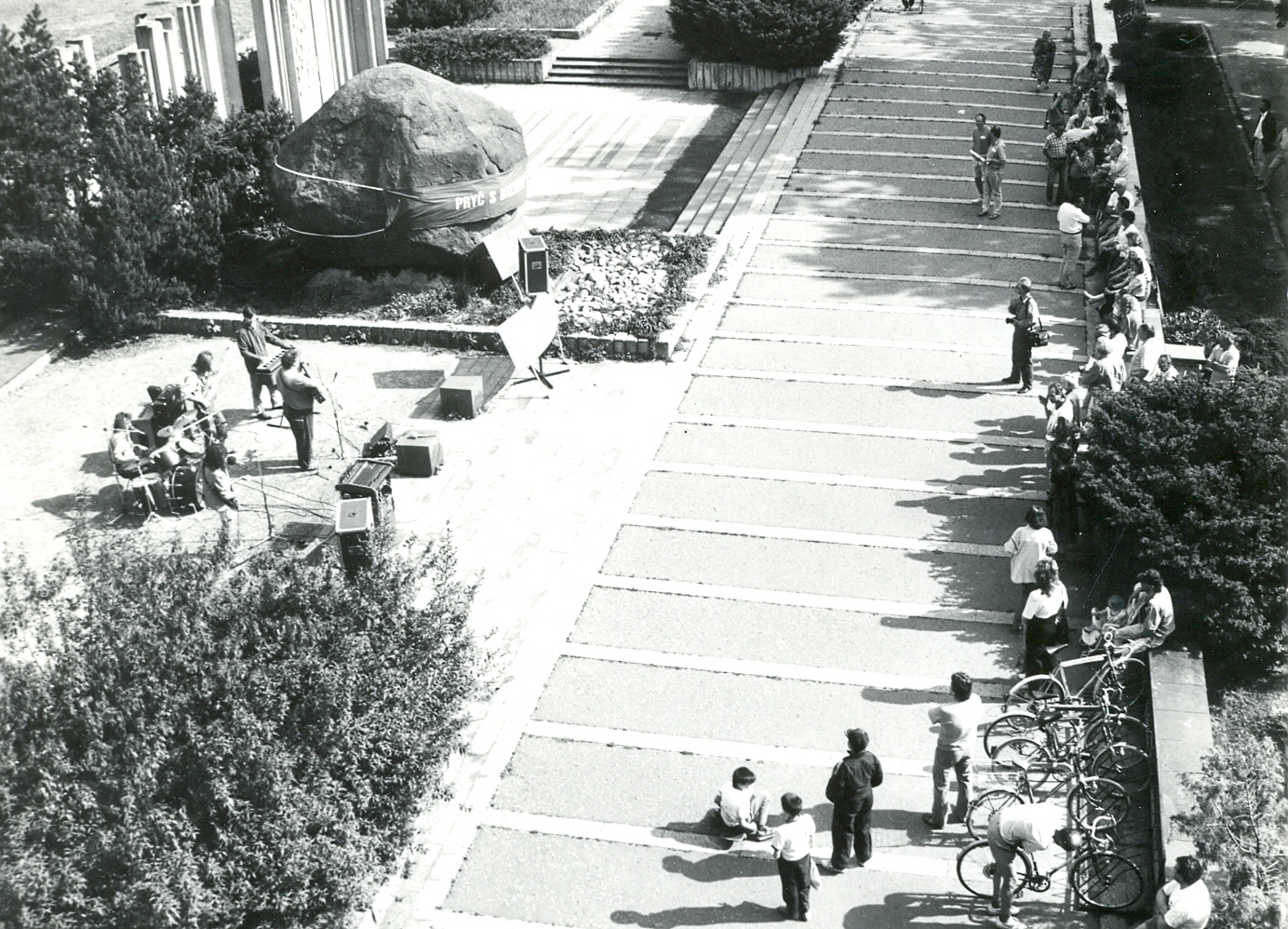
Akce Klubu angažovaných nestraníků před budovou zrušeného MDRH

Muzeum bylo zrušeno v prosinci 1989 a řízení převedeno do Jihočeského muzea. Sbírky byly rozděleny pod správu tří kurátorů podle jejich zaměření a vývojového hlediska. Do majetku Jihočeského muzea byla převedena část mobiliáře. Budova byla na základě rozhodnutí dislokační komise Občanského fóra a Jihočeského národního výboru předána se zbytkem mobiliáře Státní vědecké knihovně v Českých Budějovicích (dnes Jihočeská vědecká knihovna). V původním stavu a se samostatným hlavním vchodem zůstala budova MDRH i s pietním areálem do roku 2019, kdy byla zahájena stavba nového pavilonu knihovny a odsunutí balvanu. Po otevření nové části knihovny v roce 2021 se do původní budovy MDRH prochází přístavbou knihovny a spojovacím koridorem.

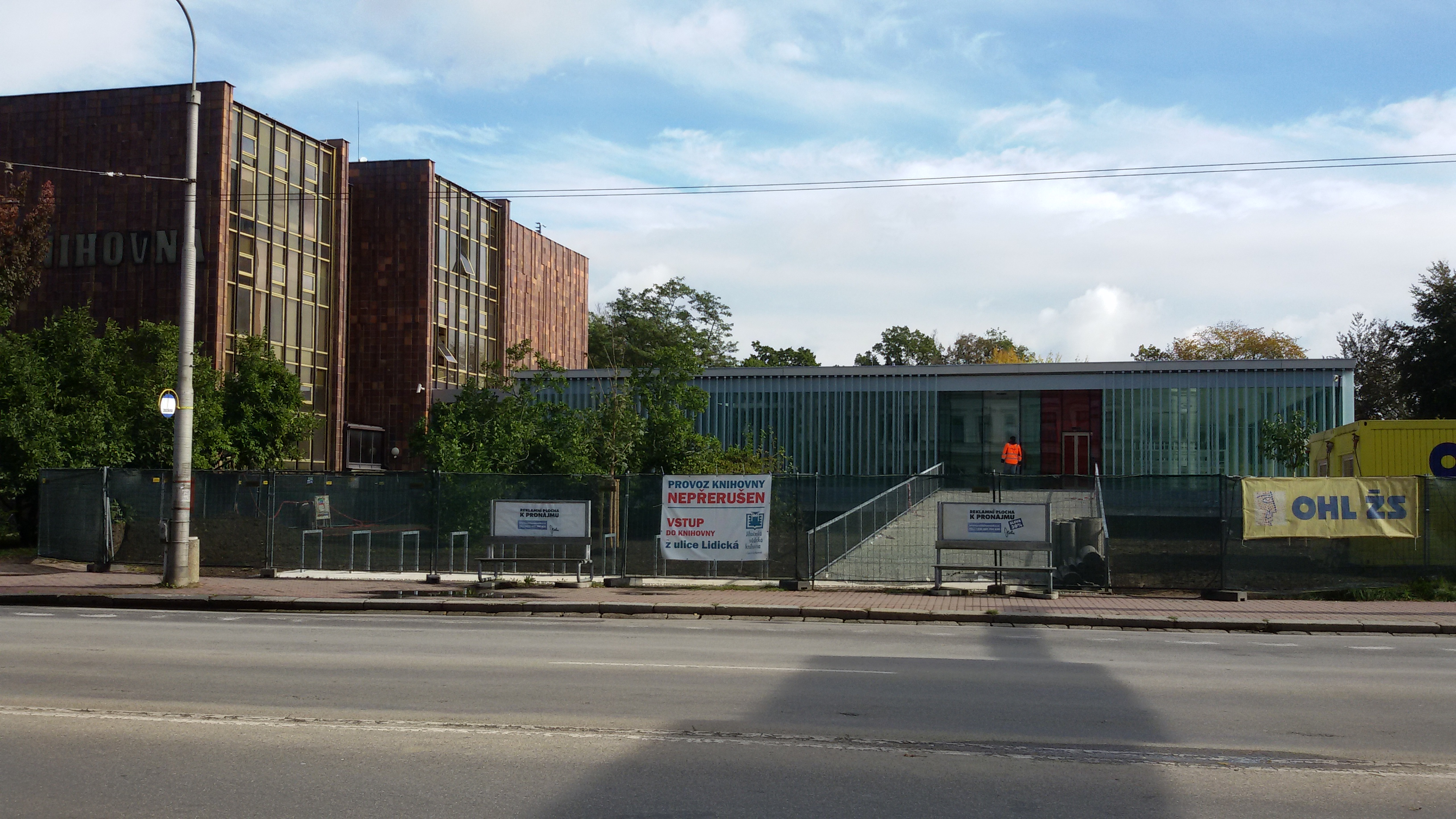
Jihočeská vědecká knihovna 2020 (budova bývalého MDRH a nové přístavby)